# 4247 Ґрехемсміт
4247 Ґрехемсміт (4247 Grahamsmith) — астероїд головного поясу, відкритий 28 листопада 1983 року.
Тіссеранів параметр щодо Юпітера — 3,157.